# Rzyszczewo, Sławieński
Rzyszczewo [ʐɨʂˈt͡ʂɛvɔ] (trước đây là Ristow của Đức) là một ngôi làng thuộc khu hành chính của Gmina Sławno, thuộc hạt Sławno, West Pomeranian Voivodeship, ở phía tây bắc Ba Lan. Nó nằm khoảng 7 kilômét (4 mi) phía tây nam Sławno và 168 km (104 mi) về phía đông bắc của thủ đô khu vực Szczecin.
Trước năm 1945, khu vực này là một phần của Đức. Đối với lịch sử của khu vực, xem Lịch sử của Pomerania.
Làng có dân số 420.